# La Chaux-des-Breuleux
La Chaux-des-Breuleux is een gemeente en plaats in het Zwitserse kanton Jura, en maakt deel uit van het district Franches-Montagnes.
La Chaux-des-Breuleux telt 88 inwoners.

## Externe link

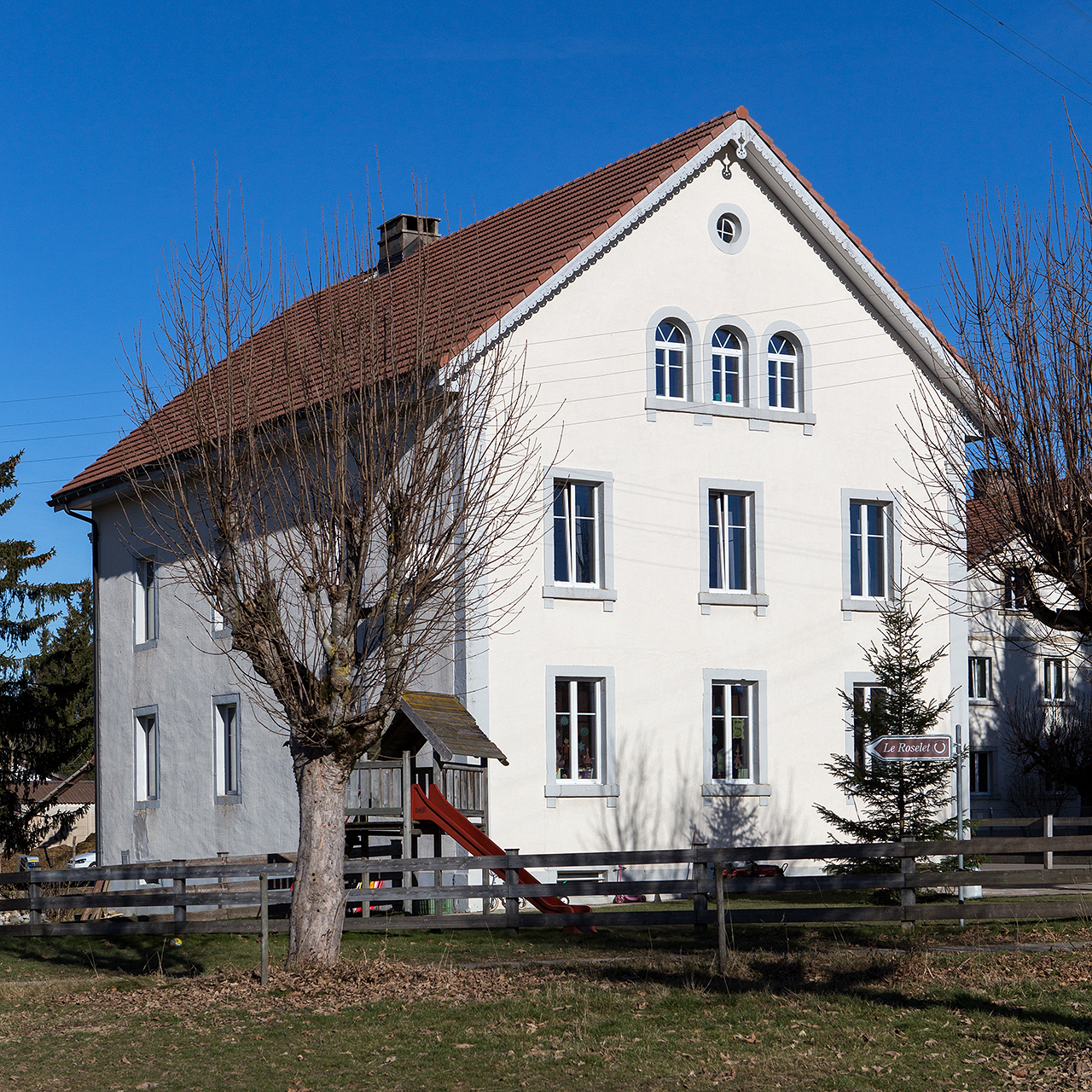
De school van La Chaux-des-Breuleux